# Hressivskyï
Hressivskyï (en ukrainien : Гресівський) ou Griessovski (en russe : Грэсовский ; en tatar de Crimée : Gresovskiy) est une commune urbaine de la république autonome de Crimée, en Ukraine, occupée par la Russie depuis 2014. Sa population s'élevait à 11 394 habitants en 2013.

## Géographie
Hressivskyï se trouve à 8 km de Simferopol, dans la vallée du petit fleuve Salhir, qui forme un couloir de circulation (routes et voie ferrée) urbanisé au nord-ouest de la capitale de la république autonome de Crimée. Elle est englobée dans son agglomération.

## Administration
Hressivskyï fait partie de la municipalité de Simferopol (en ukrainien : Сімферопольська міськрада, Simferopols'ka mis'krada), qui comprend également la ville de Simferopol, les communes urbaines d'Aeroflotskyï, Ahrarne et Komsomolske, et le village de Bitoumne. Hressivskyï se trouve dans le raïon Zaliznytchnyï (Залізничний), l'un des trois raïons de la municipalité.

## Histoire
Hressivskyï a été fondé en 1956 après le démarrage de la construction de la centrale électrique de Simferopol. Elle accéda au statut de commune urbaine en 1962.

## Population
Recensements (* ) ou estimations de la population :
| 1970* | 1979* | 1989* | 2001*  |
| ----- | ----- | ----- | ------ |
| 4 538 | 6 931 | 9 699 | 10 101 |

| 2010   | 2011   | 2012   | 2013   |
| ------ | ------ | ------ | ------ |
| 11 064 | 11 139 | 11 214 | 11 391 |

## Transports
Hressivskyï est traversée par la route ukrainienne R-07, qui relie Simferopol à Eupatoria.